# Chaise (Fuhrwerk)

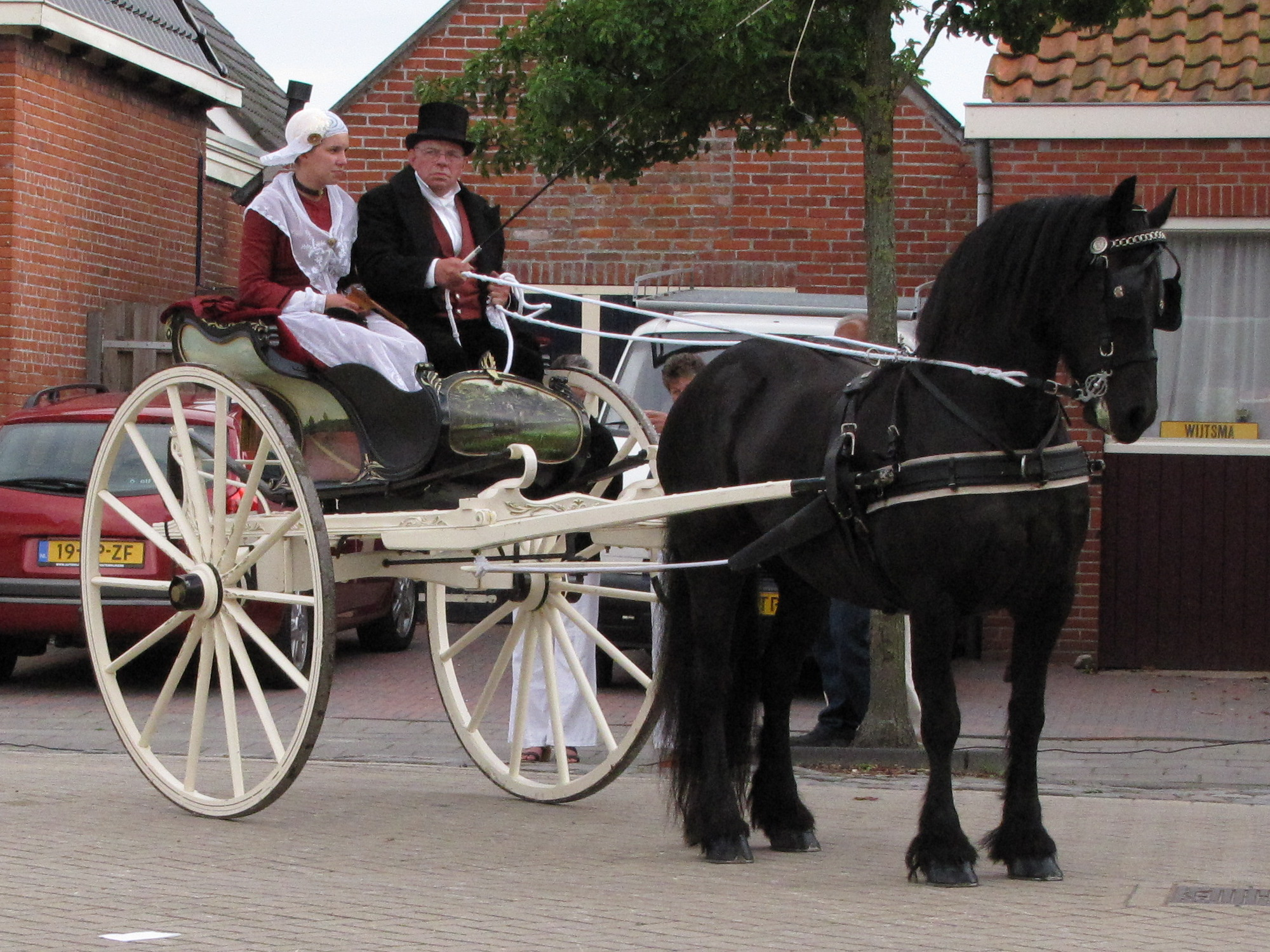
Friesische Chaise

Eine Chaise (gesprochen: [ʃɛːz] „schääs“), Plural Chaisen, ist eine leicht gebaute, zweisitzige Kutsche mit beweglichem halbem Verdeck. Beispiele hierfür sind die Berline (Berliner Chaise) sowie die Halbchaise, eine offene Kutsche ohne Türen, Seiten- und Vorderwände. 
Das Wort Chaise stammt aus dem Französischen und bedeutet eigentlich „Stuhl“. In der Bedeutung „Halbkutsche“ ist es am Ende des 17. Jahrhunderts ins Deutsche gelangt.